# Jutiapa (Guatemala)
Jutiapa è un comune del Guatemala, capoluogo del dipartimento omonimo.